# قائمة رؤساء الجمعية الملكية

شعار الجمعية الملكية

رئيس الجمعية الملكية هو المدير المنتخب للجمعية الملكية بلندن، الذي يرأس اجتماعات مجلس الجمعية.
تأسست الجمعية الملكية رسميًا في 28 نوفمبر 1660، في أعقاب اجتماعات غير رسمية عقدت في كلية غريشام (بالإنجليزية: Gresham College) وقرر فيها مجموعة من الأكاديميين تأسيس «كلية لتنمية المعرفة العملية الفيزيائية الرياضية». وقد صدر الميثاق الملكي بالموافقة على تأسيس الجمعية في 15 يوليو 1662، ونص الميثاق على تعيين وليم برونكر (بالإنجليزية: William Brouncker) رئيسًا للجمعية، كما نص على انتخاب الرؤساء المستقبليين للجمعية بواسطة مجلس وزملاء الجمعية في الاجتماع السنوي الذي تقرر عقده في يوم القديس أندرو (30 نوفمبر) من كل عام.
وقد صدر ميثاق ملكي ثانٍ نص على تفاصيل متعلقة بمنصب رئيس الجمعية الملكية، ولم يحدد الميثاق المذكور حدًا أقصى لمدة رئاسة الجمعية، وهو ما جعل مدد الرئاسة تتفاوت زيادة ونقصًا حتى القرن التاسع عشر، عندما تصاعد الرفض لما جرت عليه العادة من انتخاب الأثرياء من هواة العلوم رؤساء للجمعية لمجرد جعلهم «رعاة» للجمعية. وفي سنة 1847 قررت الجمعية عدم انتخاب زملاء الجمعية على أي أسس خلاف الجدارة العلمية. وقد جرت العادة منذ سبعينيات القرن التاسع عشر (مع استثناءات قليلة) على ألا يظل رئيس الجمعية في منصبه أكثر من خمس سنوات. وينص قانون الجمعية الحالي نصًا على قصر مدة الرئاسة على خمس سنوات لا غير، والرئيس الحالي للجمعية هو السير بول نيرس.

## رؤساء الجمعية الملكية
| السنوات     | صورة | الاسم                           | المهنة أو التخصص                                      |
| ----------- | ---- | ------------------------------- | ----------------------------------------------------- |
| 1662 ـ 1677 |      | الفيسكونت برونكر (وليم برونكر)  | عالم رياضيات                                          |
| 1677 ـ 1680 |      | السير جوزيف وليامسون            | سياسي وموظف حكومي                                     |
| 1680 ـ 1682 |      | السير كريستوفر رن               | مهندس معماري                                          |
| 1682 ـ 1683 |      | السير جون هوسكينز               | من النبلاء                                            |
| 1683 ـ 1684 |      | السير سيريل ويش                 | محام وسياسي                                           |
| 1684 ـ 1686 |      | صموئيل بيبس                     | سياسي وعضو برلمان                                     |
| 1686 ـ 1689 |      | إيرل كاربري                     | سياسي                                                 |
| 1689 ـ 1690 |      | إيرل بيمبروك                    | سياسي                                                 |
| 1690 ـ 1695 |      | السير روبرت ساوثويل             | دبلوماسي                                              |
| 1695 ـ 1698 |      | إيرل هاليفاكس                   | شاعر ورجل دولة                                        |
| 1698 ـ 1703 |      | اللورد سومرز                    | قانوني ورجل دولة                                      |
| 1703 ـ 1727 |      | السير إسحاق نيوتن               | فيزيائي ورياضي وفلكي وفيلسوف وكيميائي ولاهوتي         |
| 1727 ـ 1741 |      | السير هانز سلون                 | طبيب                                                  |
| 1741 ـ 1752 |      | مارتن فولكس                     | متخصص بالأثريات                                       |
| 1752 ـ 1764 |      | إيرل ماكلسفيلد                  | فلكي                                                  |
| 1764 ـ 1768 |      | إيرل مورتون                     | فلكي                                                  |
| 1768        |      | جيمس بورو                       | قانوني                                                |
| 1768 ـ 1772 |      | جيمس وست                        | سياسي ومتخصص بالأثريات                                |
| 1772        |      | جيمس بورو                       | قانوني                                                |
| 1772 ـ 1778 |      | السير جون برينغل                | طبيب                                                  |
| 1778 ـ 1820 |      | السير جوزيف بانكس               | عالم تاريخ طبيعي وعالم نبات                           |
| 1820        |      | ويليام هايد ولاستون             | كيميائي                                               |
| 1820 ـ 1827 |      | السير همفري ديفي                | كيميائي ومخترع                                        |
| 1827 ـ 1830 |      | ديفيز جيلبرت                    | مهندس وكاتب وسياسي                                    |
| 1830 ـ 1838 |      | الأمير أوغسطس فريدريك دوق ساسكس | الابن السادس للملك جورج الثالث ملك المملكة المتحدة    |
| 1838 ـ 1848 |      | ماركيز نورثهامبتون              | من االنبلاء                                           |
| 1848 ـ 1854 |      | إيرل روس                        | فلكي                                                  |
| 1854 ـ 1858 |      | اللورد روتسلي                   | فلكي                                                  |
| 1858 ـ 1861 |      | السير بنجامين كولينز برودي      | جراح وعالم وظائف أعضاء                                |
| 1861 ـ 1871 |      | السير إدوارد سابين              | جيوفيزيائي وعالم طيور ومستكشف                         |
| 1871 ـ 1873 |      | السير جورج بيدل أيري            | عالم رياضيات وفلكي                                    |
| 1873 ـ 1878 |      | السير جوزيف دالتون هوكر         | عالم نبات ومستكشف                                     |
| 1878 ـ 1883 |      | وليم سبوتيسوود                  | عالم رياضيات وفيزياء                                  |
| 1883 ـ 1885 |      | توماس هنري هكسلي                | عالم أحياء                                            |
| 1885 ـ 1890 |      | السير جورج غابرييل ستوكس        | عالم رياضيات وفيزياء                                  |
| 1890 ـ 1895 |      | لورد كلفن                       | عالم فيزياء رياضية                                    |
| 1895 ـ 1900 |      | اللورد ليستر                    | جراح                                                  |
| 1900 ـ 1905 |      | السير ويليام هاغينز             | فلكي                                                  |
| 1905 ـ 1908 |      | اللورد ريليه                    | فيزيائي                                               |
| 1908 ـ 1913 |      | السير أرتشيبالد جايكي           | جيولوجي وكاتب                                         |
| 1913 ـ 1915 |      | السير وليام كروكس               | كيميائي وفيزيائي                                      |
| 1915 ـ 1920 |      | السير جوزيف جون طومسون          | فيزيائي                                               |
| 1920 ـ 1925 |      | السير تشارلز شرينغتون           | عالم بالفسيولوجيا العصبية والأنسجة والجراثيم والأمراض |
| 1925 ـ 1930 |      | اللورد إرنست رذرفورد            | فيزيائي وكيميائي                                      |
| 1930 ـ 1935 |      | السير فريدريك هوبكنس            | عالم فيزياء حيوية                                     |
| 1935 ـ 1940 |      | السير وليم هنري براغ            | فيزيائي وكيميائي ورياضياتي                            |
| 1940 ـ 1945 |      | السير هنري هاليت ديل            | عالم أدوية ووظائف أعضاء                               |
| 1945 ـ 1950 |      | السير روبرت روبنسون             | عالم كيمياء عضوية                                     |
| 1950 ـ 1955 |      | اللورد أدريان                   | عالم فسيولوجيا عصبية                                  |
| 1955 ـ 1960 |      | السير سايريل نورمان هنشلوود     | عالم كيمياء فيزيائية                                  |
| 1960 ـ 1965 |      | اللورد فلوري                    | عالم أدوية وأمراض                                     |
| 1965 ـ 1970 |      | اللورد بلاكيت                   | فيزيائي                                               |
| 1970 ـ 1975 |      | السير آلن لويد هودجكين          | عالم وظائف أعضاء وفيزياء حيوية                        |
| 1975 ـ 1980 |      | اللورد تود                      | عالم كيمياء حيوية                                     |
| 1980 ـ 1985 |      | السير أندرو هكسلي               | عالم وظائف أعضاء وفيزياء حيوية                        |
| 1985 ـ 1990 |      | السير جورج بورتر                | عالم كيمياء                                           |
| 1990 ـ 1995 |      | السير مايكل عطية                | عالم رياضيات                                          |
| 1995 ـ 2000 |      | السير آرون كلوغ                 | عالم كيمياء وفيزياء حيوية                             |
| 2000 ـ 2005 |      | البارون بوب ماي                 | كبير المستشارين العلميين للحكومة البريطانية           |
| 2005 ـ 2010 |      | اللورد مارتن ريس                | عالم كون وعالم فيزياء فلكية                           |
| 2010 ـ 2015 |      | السير بول نرس                   | عالم وراثة وبيولوجيا خلوية                            |
| 2015 ـ الآن |      | السير فينكاترامان راماكريشنان   | عالم فيزياء حيوية                                     |